# Geophis damiani
Geophis damiani är en ormart som beskrevs av Wilson, McCranie och Williams 1998. Geophis damiani ingår i släktet Geophis och familjen snokar. Inga underarter finns listade i Catalogue of Life.
Arten är endast känd från en bergstrakt i nordvästra Honduras. Exemplar hittades mellan 1680 och 1750 meter över havet. Denna orm lever i molnskogar eller i andra fuktiga skogar som troligtvis behöver vara ursprungliga. Individerna gräver i lövskiktet och de gömmer sig under trädstammar som ligger på marken eller under annan bråte.
Beståndet hotas av intensivt skogsbruk samt av skogarnas omvandling till jordbruksmark. Populationen minskar och utbredningsområdet är mycket begränsat. IUCN listar arten som akut hotad (CR).